# Mosty w Warszawie

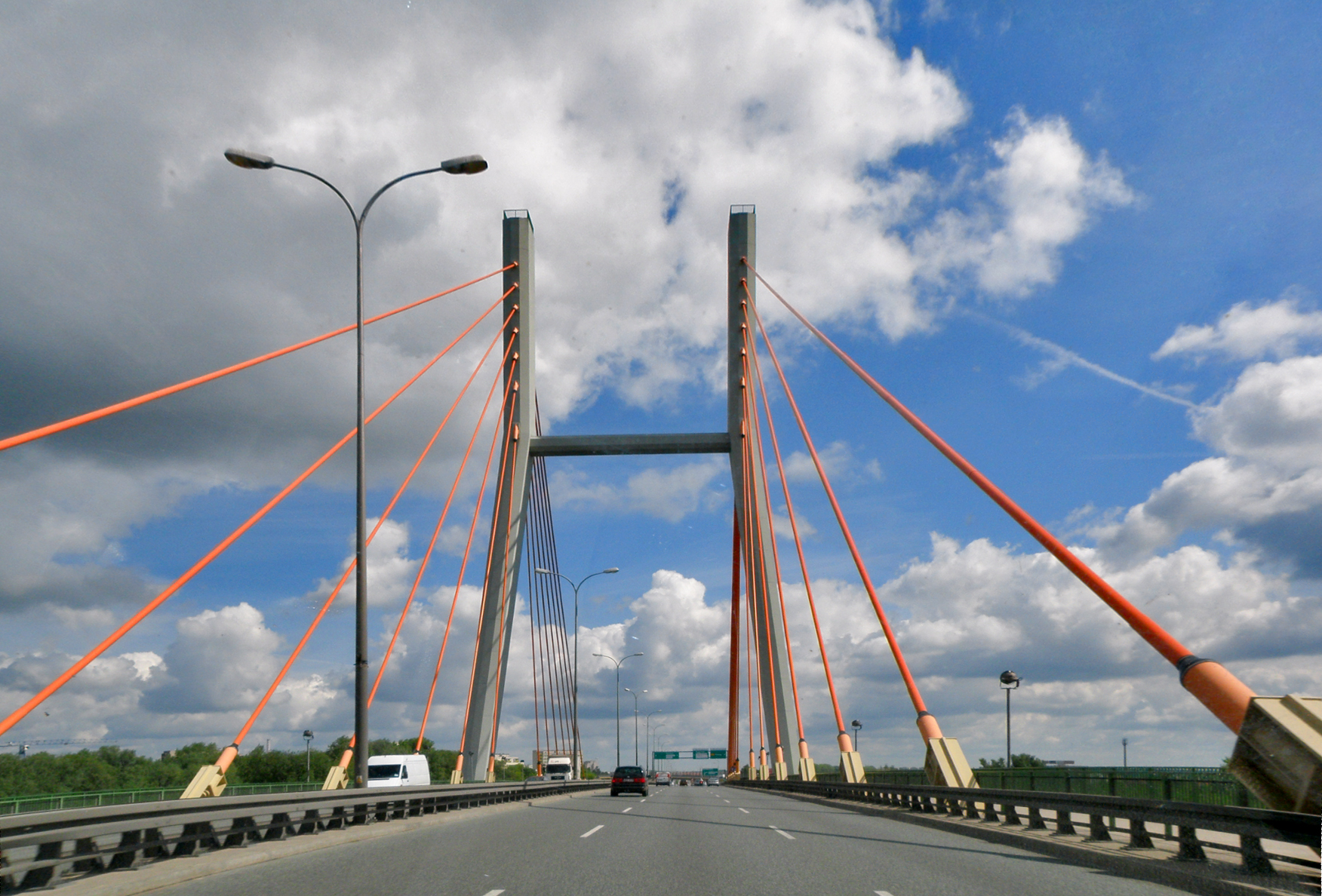
Most Siekierkowski

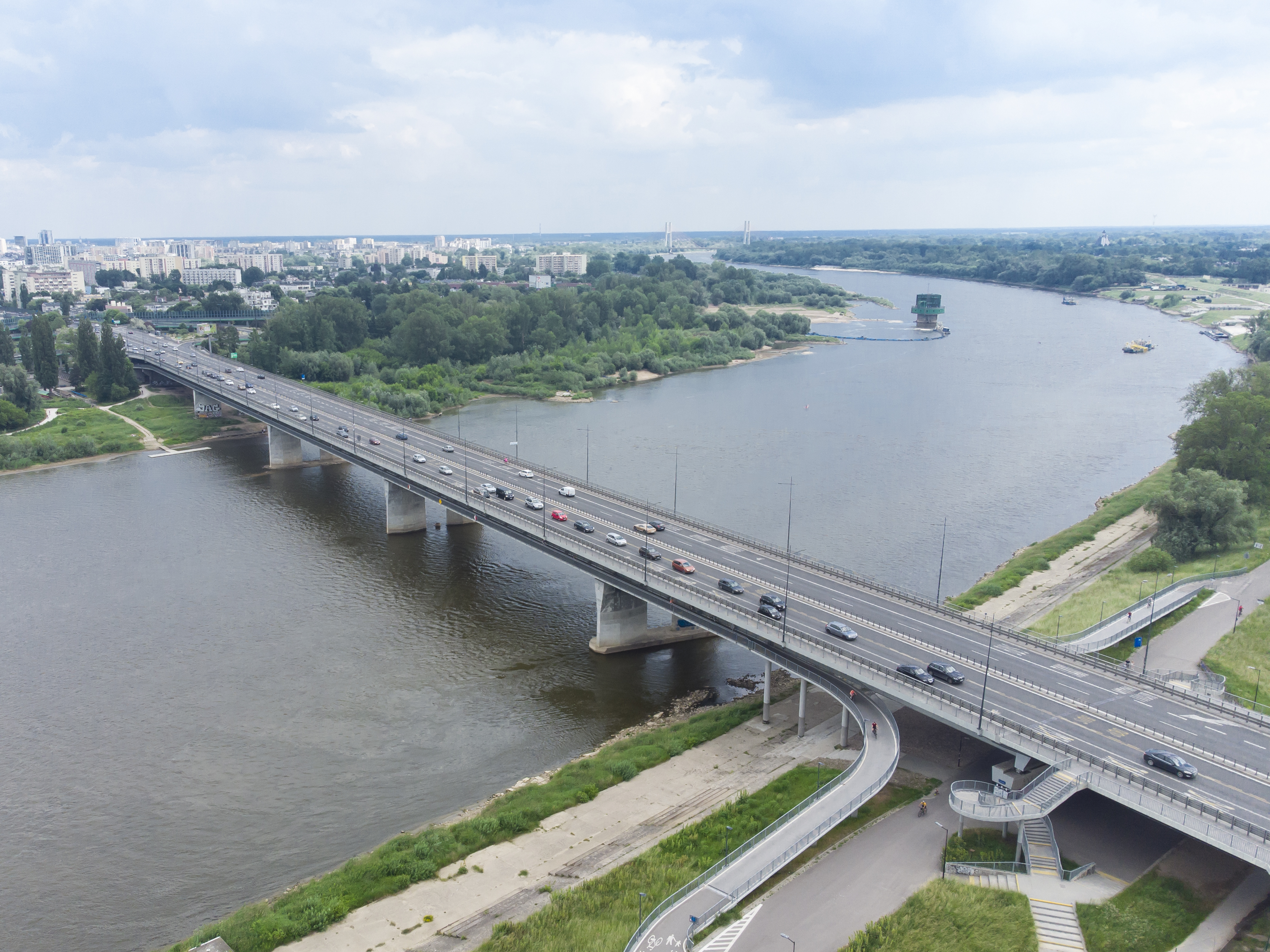
Most Łazienkowski

Mosty w Warszawie – istniejące, nieistniejące oraz planowane stałe przeprawy na Wiśle w Warszawie. Na znajdującym się w granicach administracyjnych miasta 28-kilometrowym odcinku rzeki znajduje się 12 stałych mostów – 9 drogowych, 2 kolejowe i 1 pieszo-rowerowy.

## Podział chronologiczny

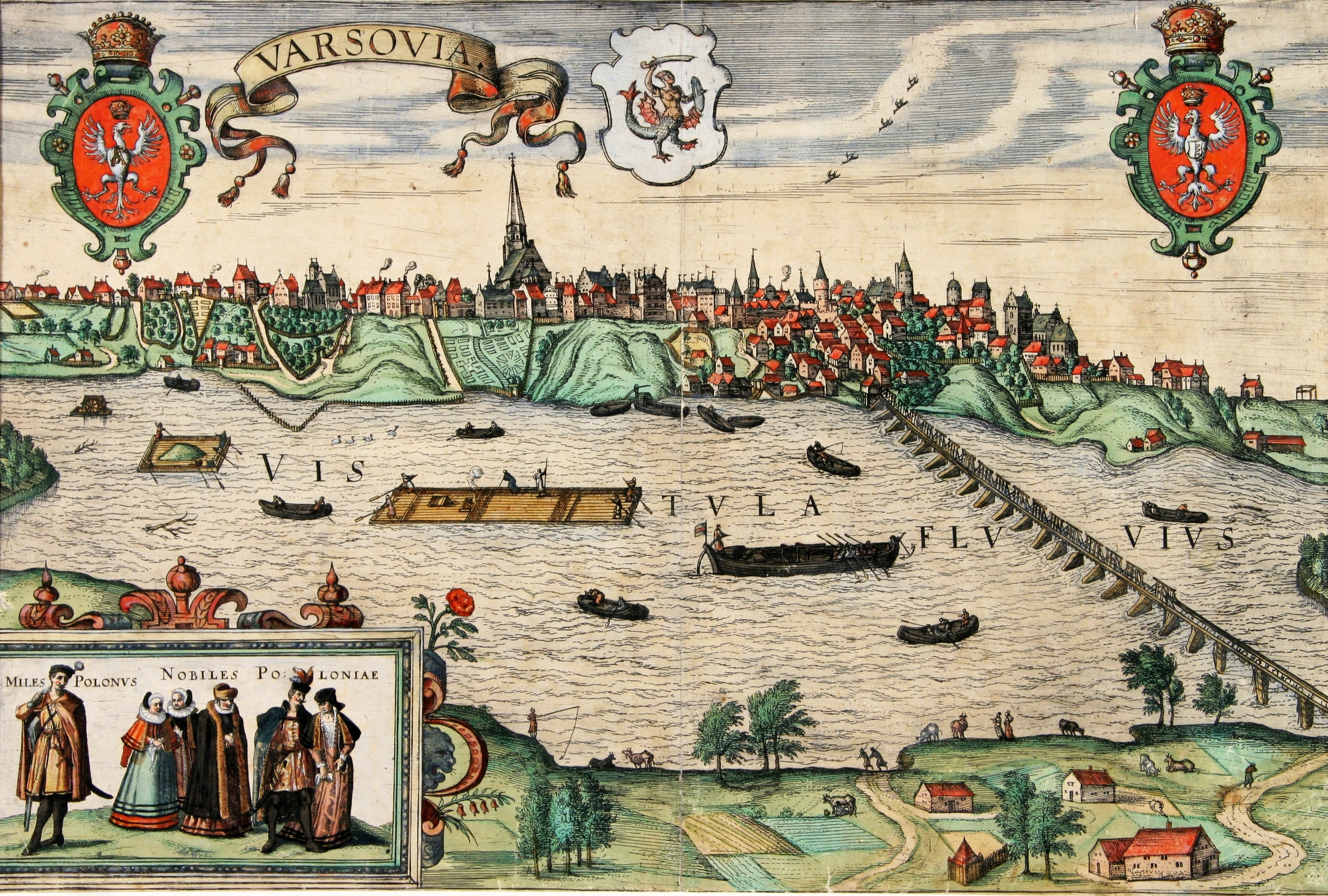
Most Zygmunta Augusta, koniec XVI wieku

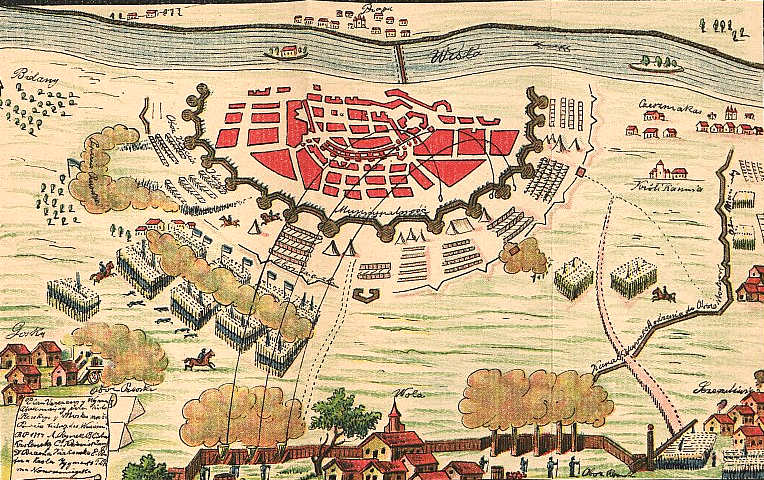
Most Ponińskiego

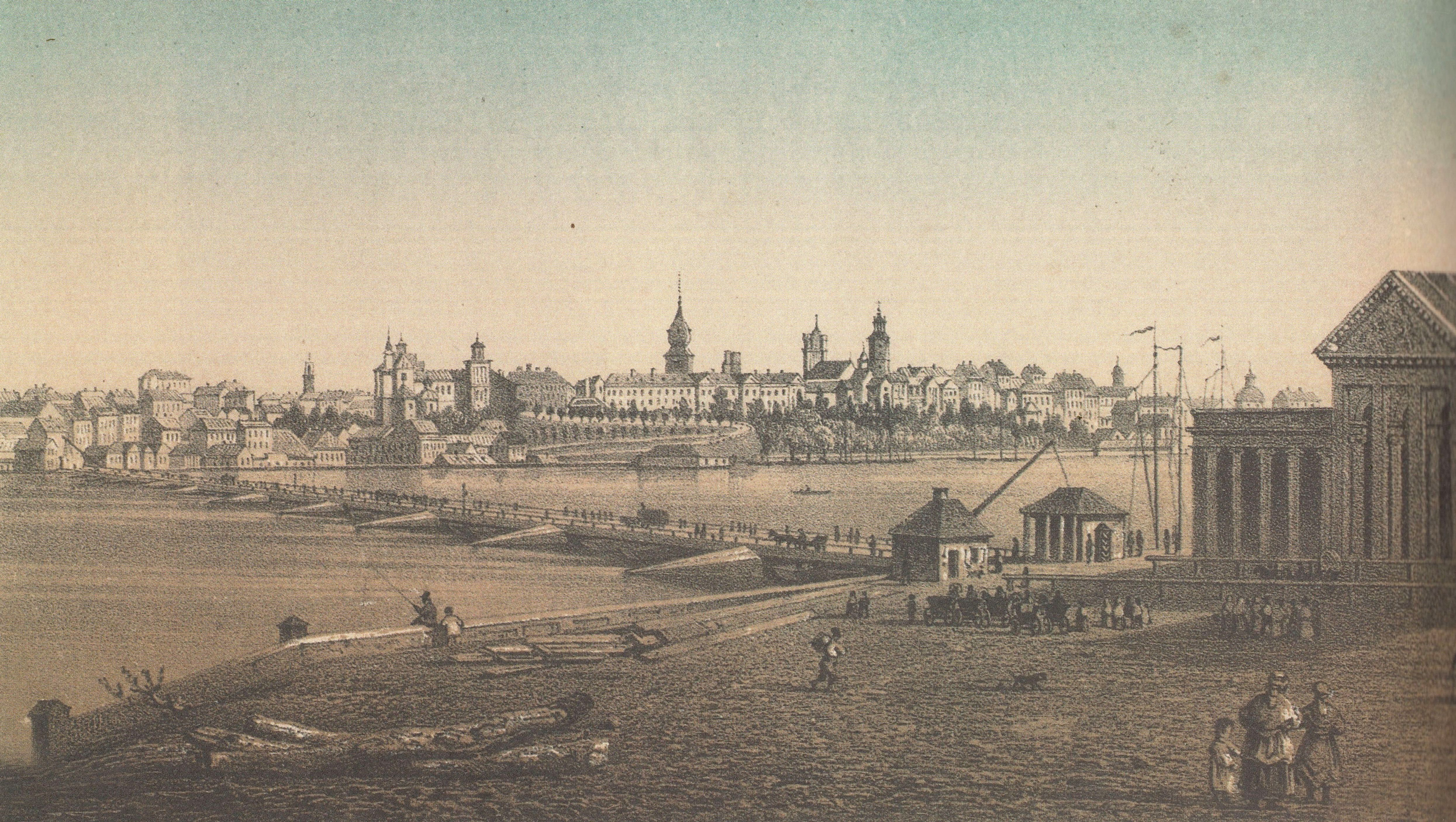
Most łyżwowy łączący ulice Bednarską i Brukową, 1859

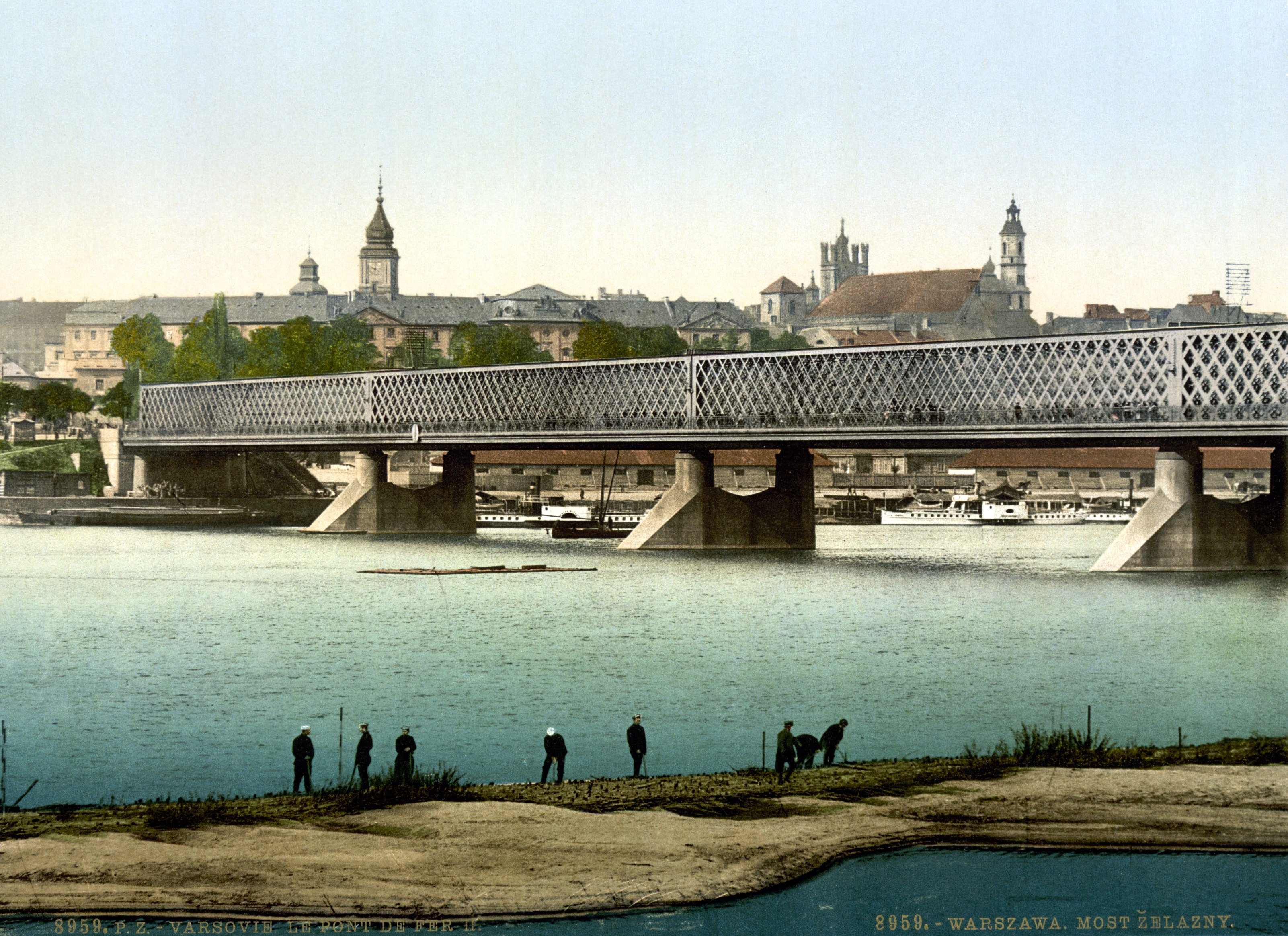
Most Kierbedzia (1900)

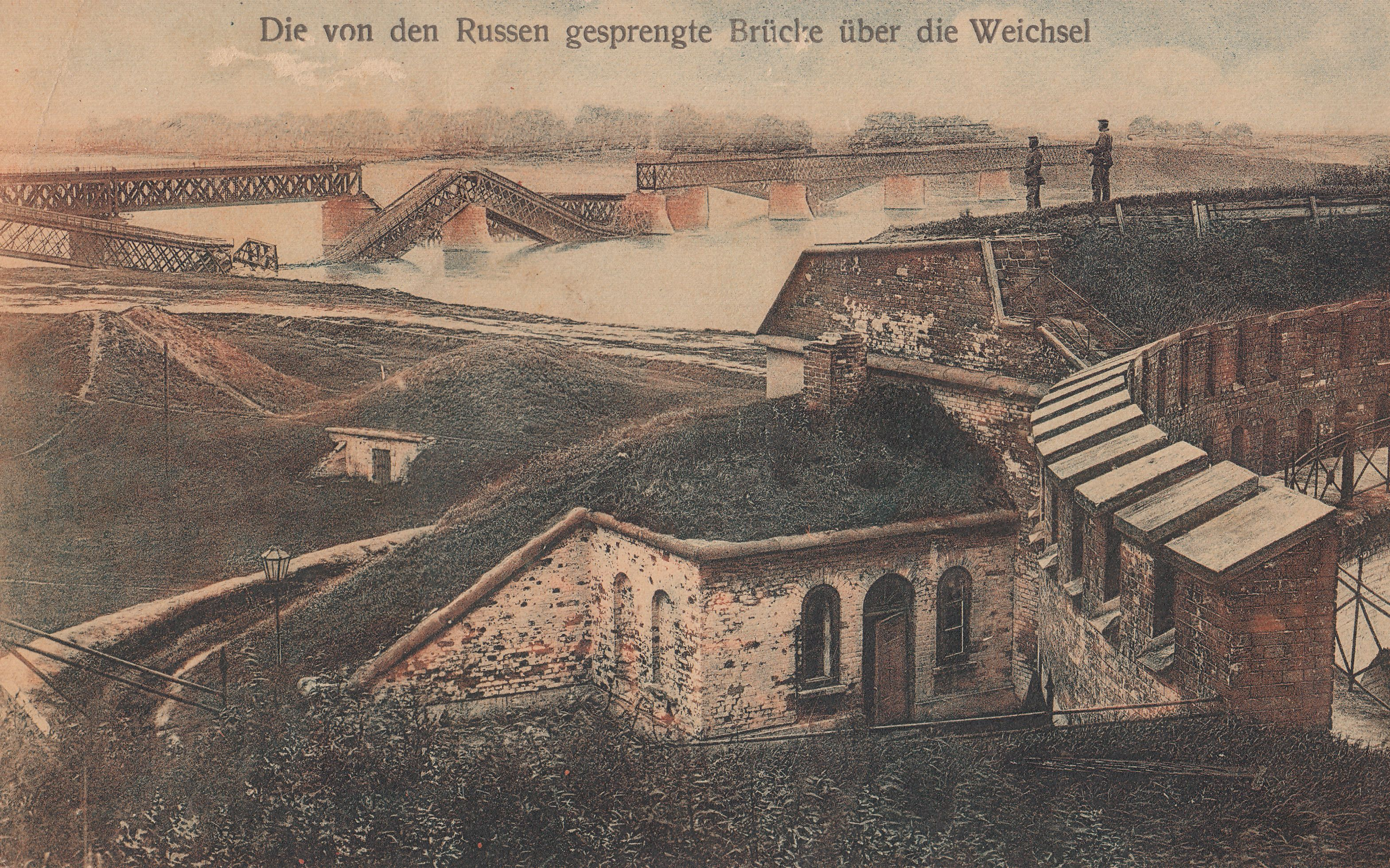
Zniszczone przez wycofujące się wojska rosyjskie mosty przy Cytadeli widziane z fortu Władymira (Legionów), 1915

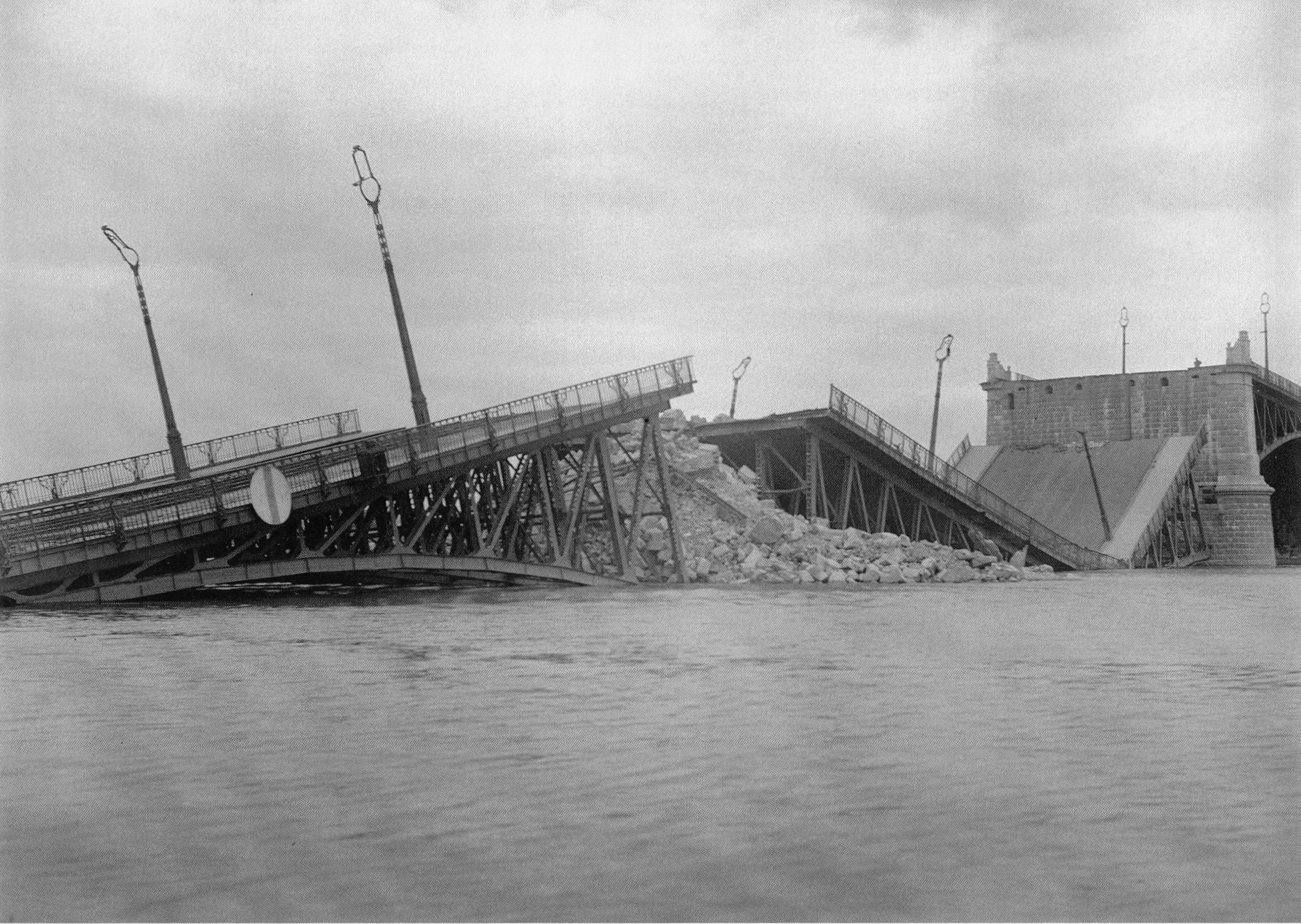
Zniszczony most Poniatowskiego (1915)

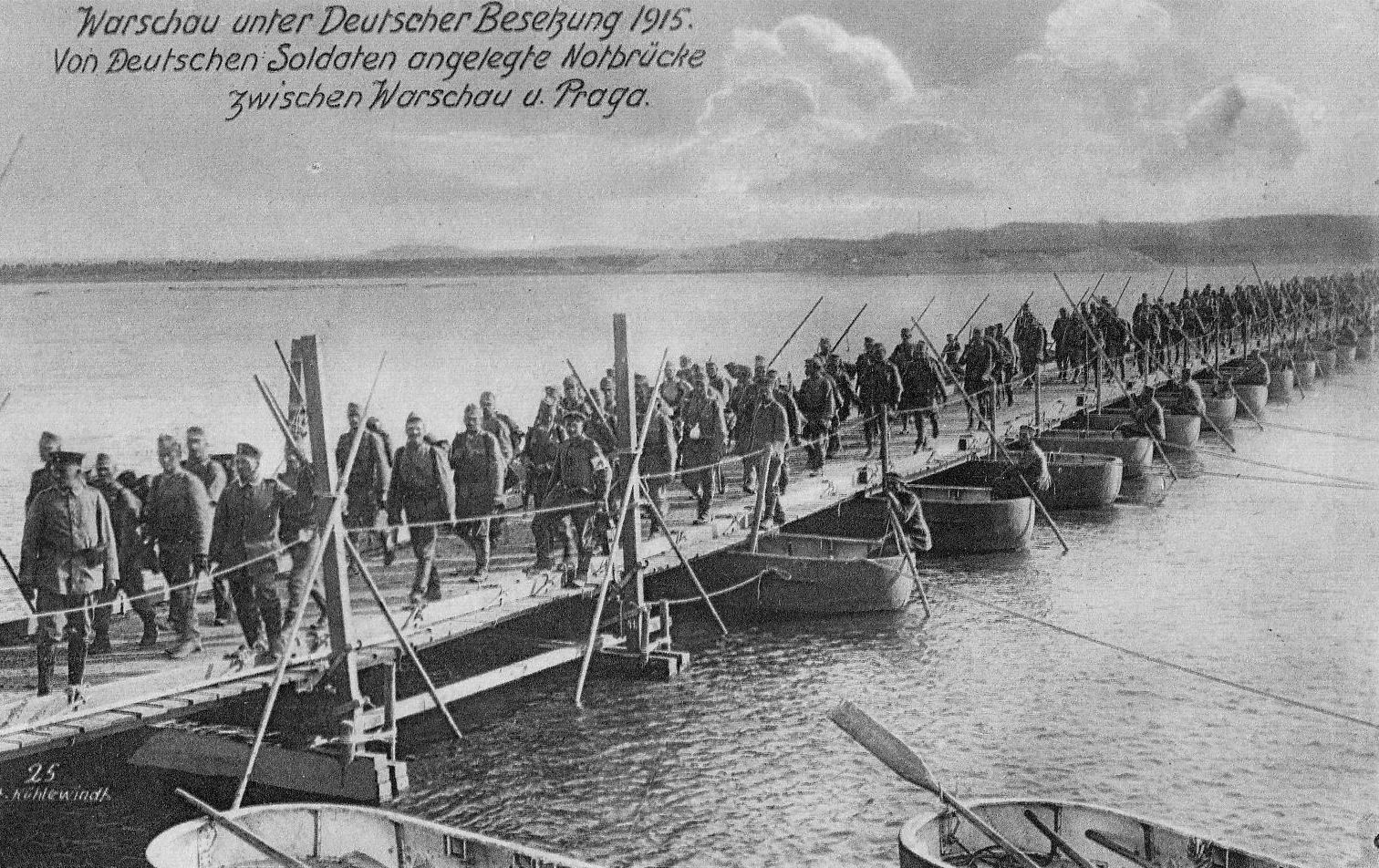
Most pontonowy zbudowany przez Niemców (1915)

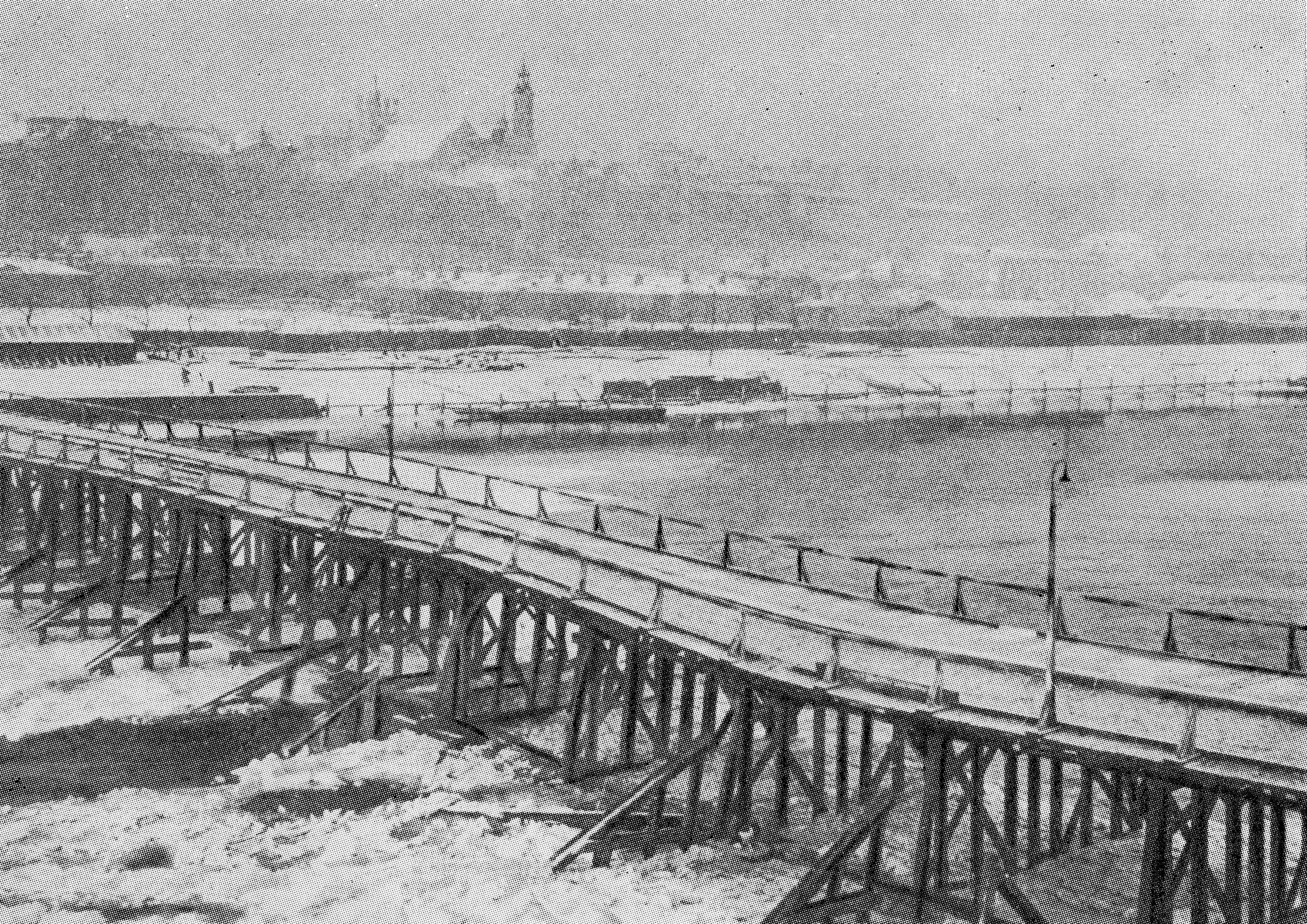
Most Beselera (1915)

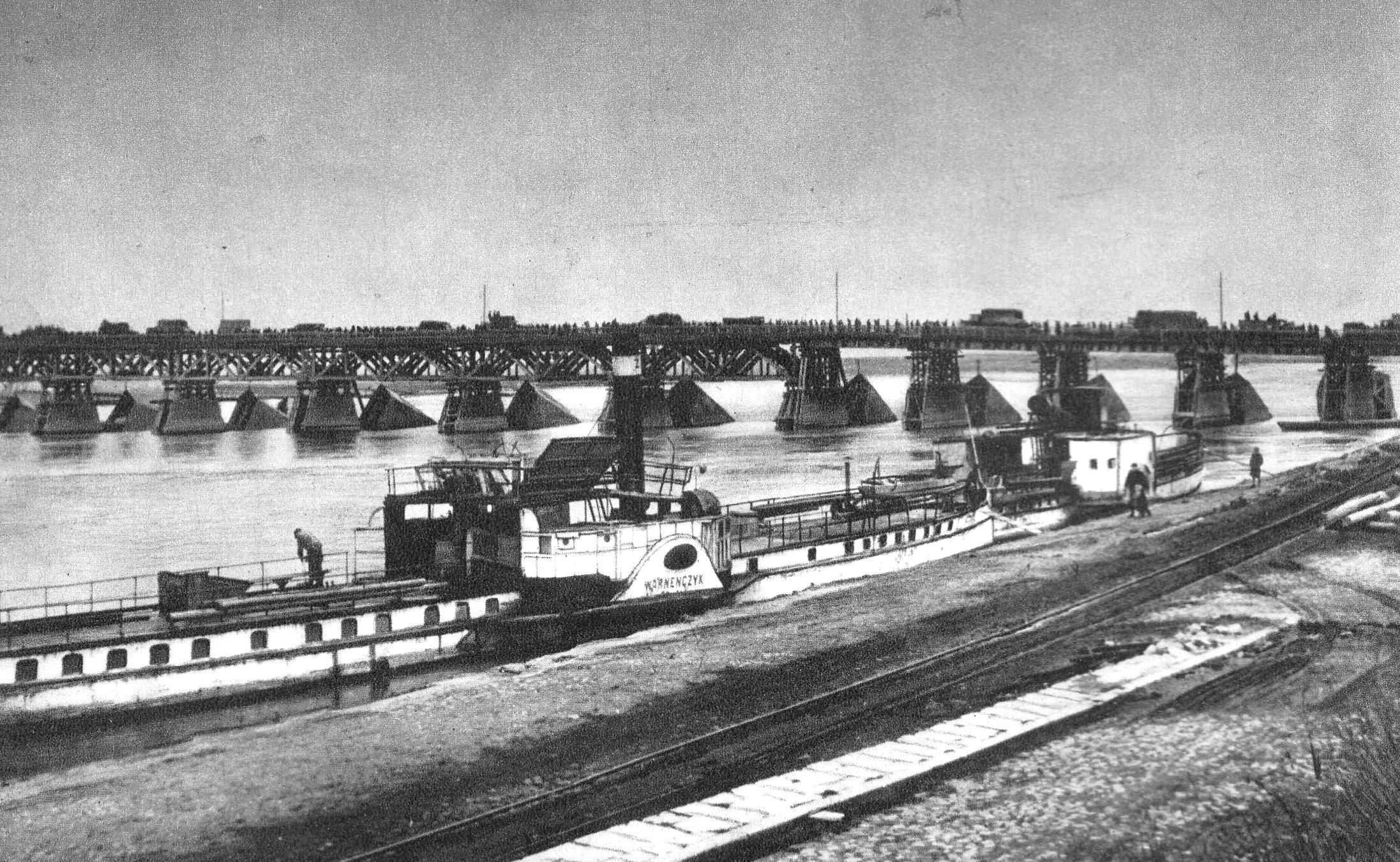
Most wysokowodny zbudowany przez radzieckich saperów

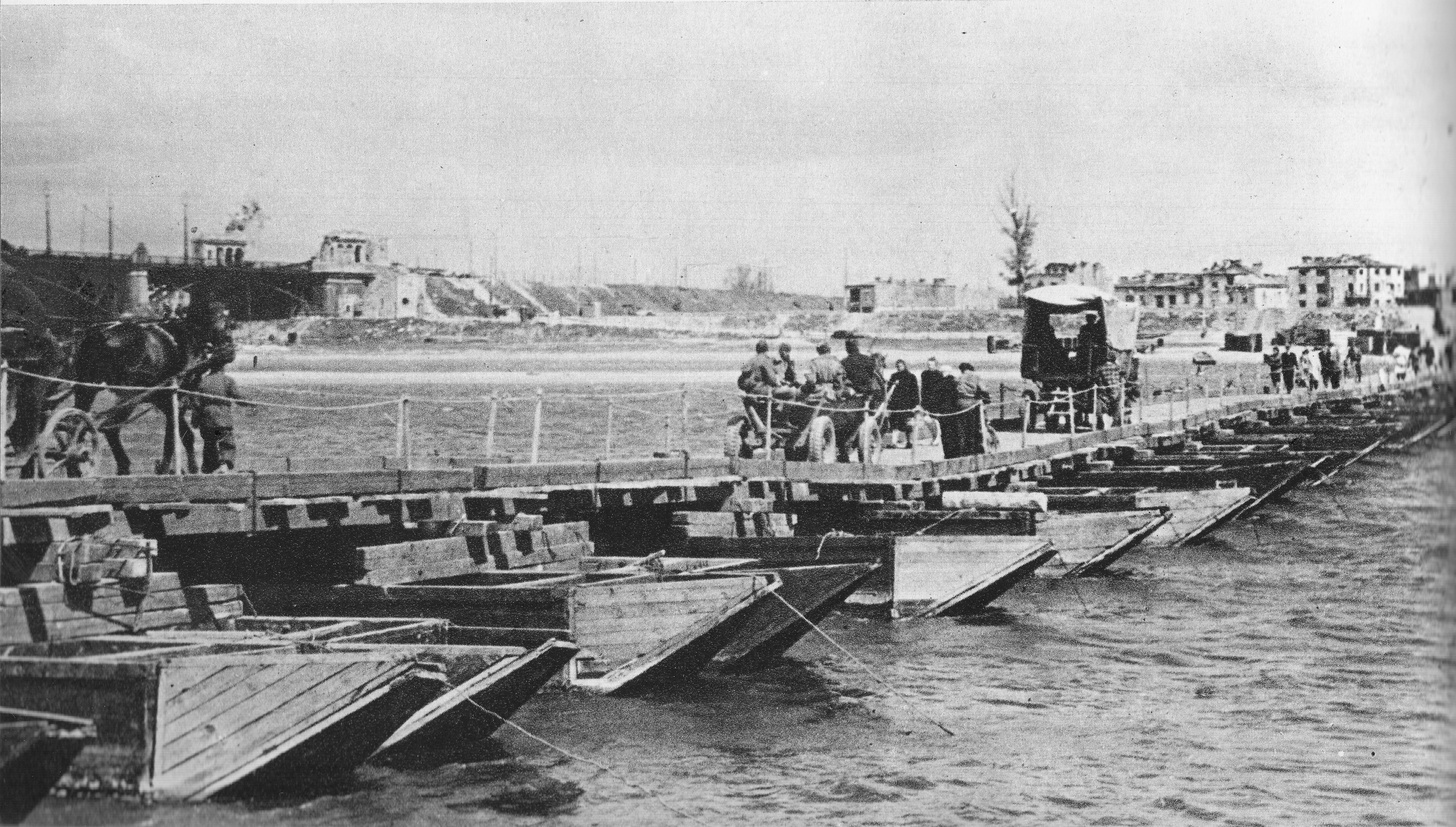
Most pontonowy na wysokości ul. Ludnej (1945 lub 1946)

### Mosty po roku 1945

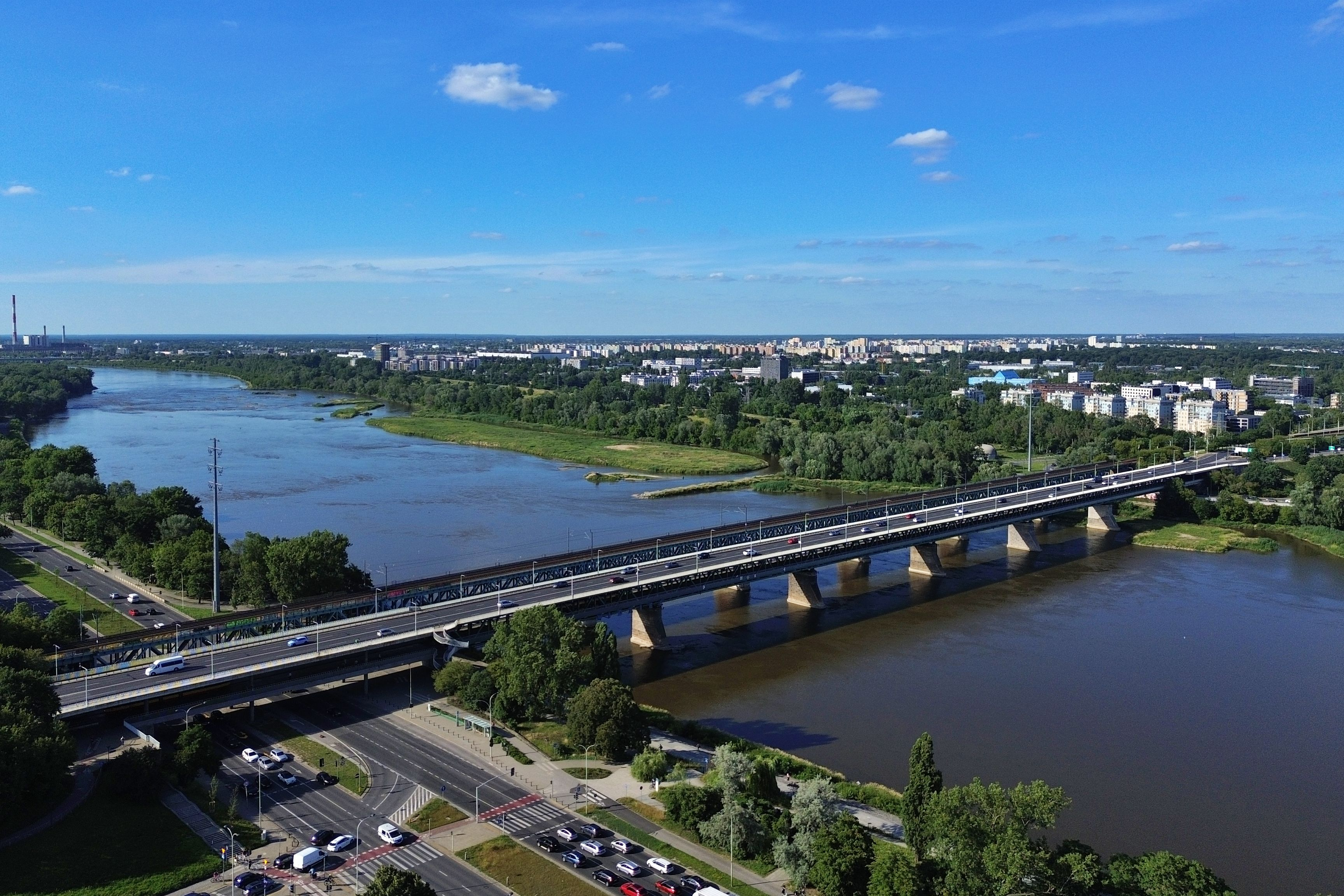
Most Gdański

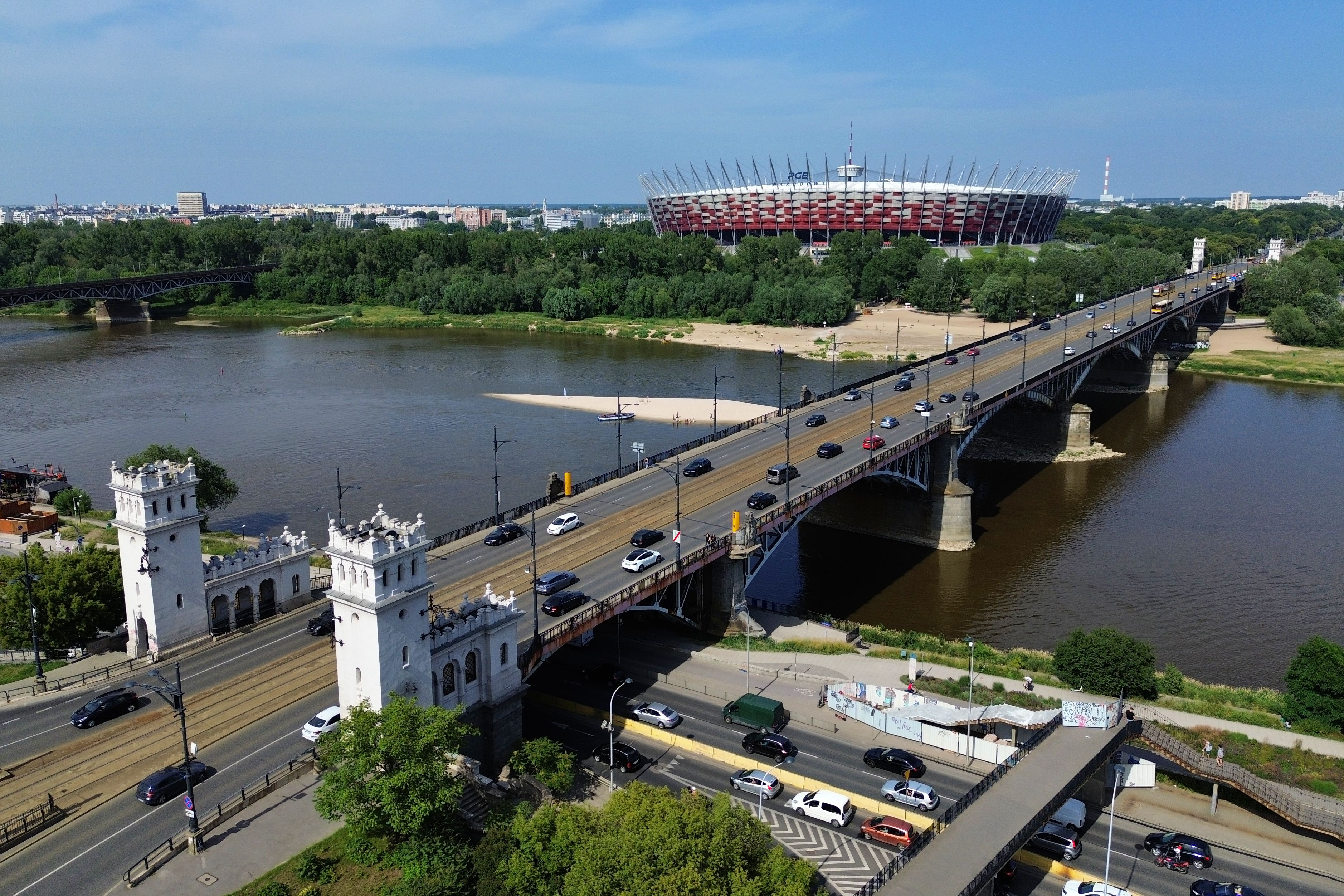
Most Poniatowskiego

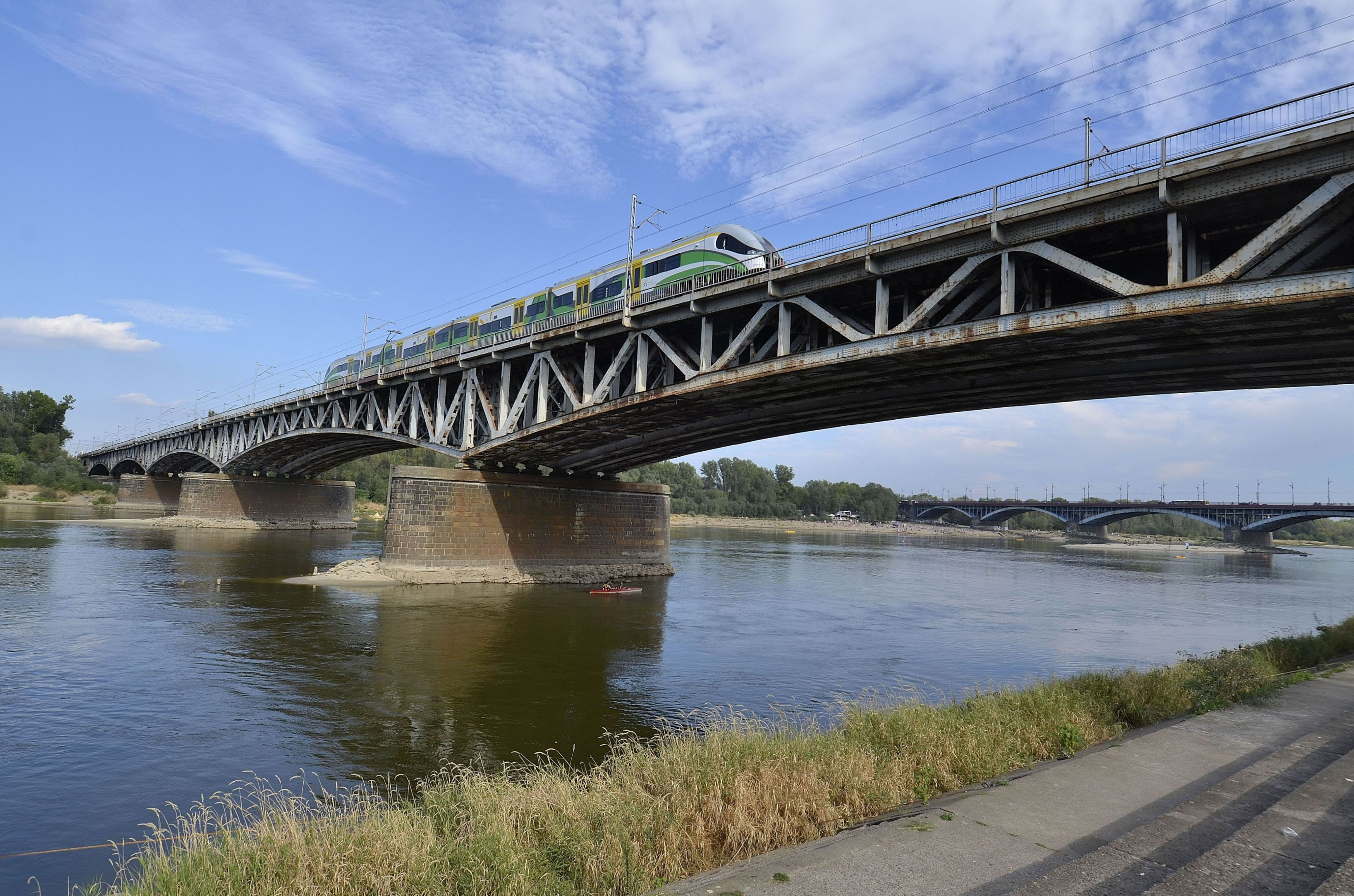
Most średnicowy

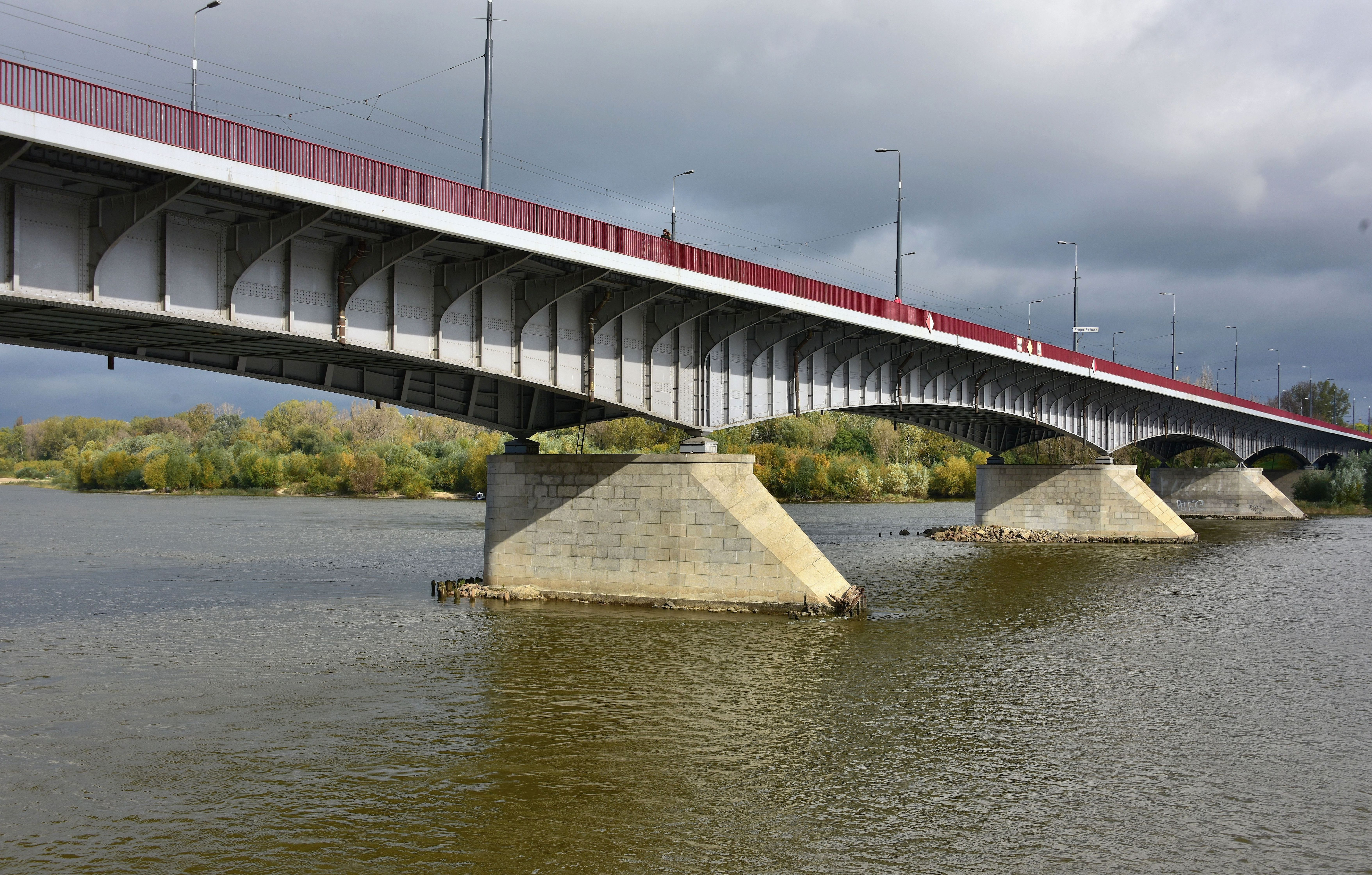
Most Śląsko-Dąbrowski

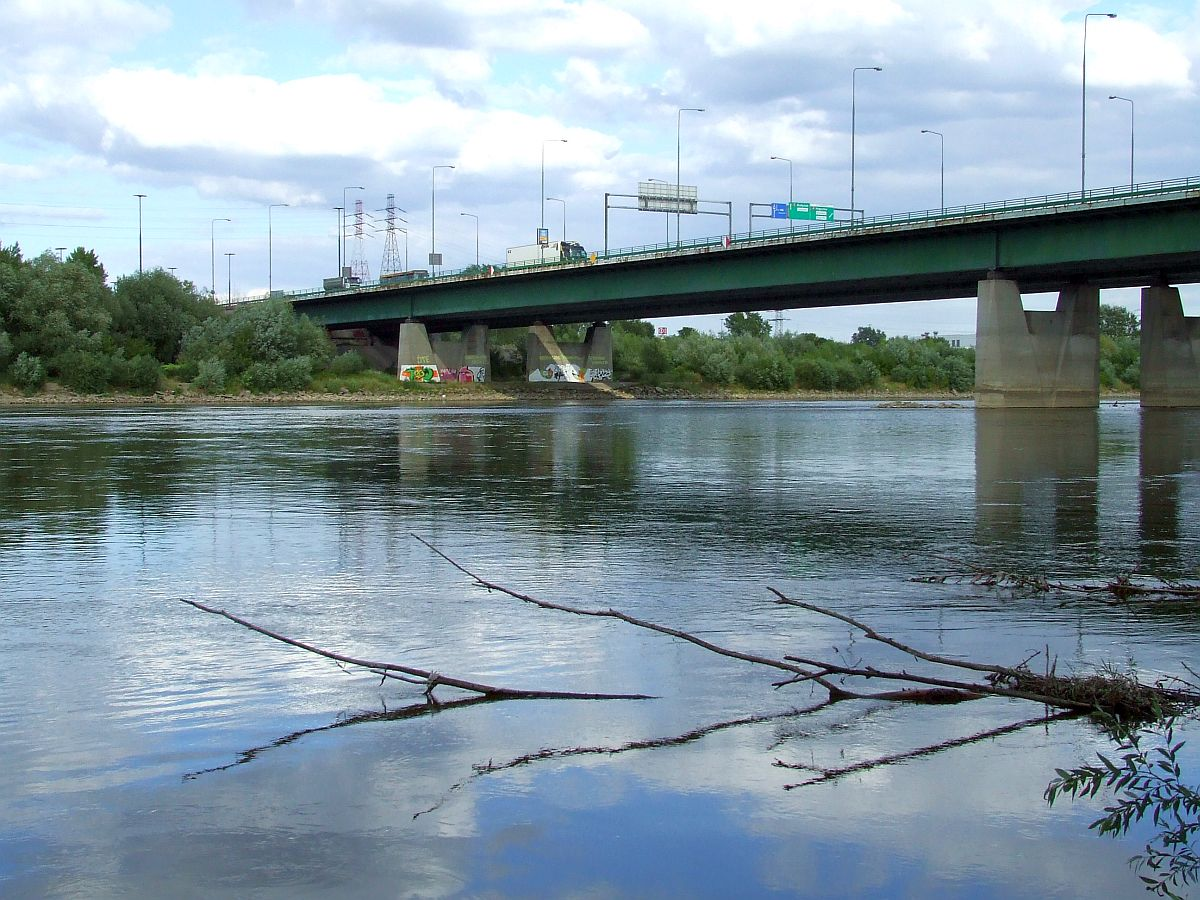
Most Grota-Roweckiego

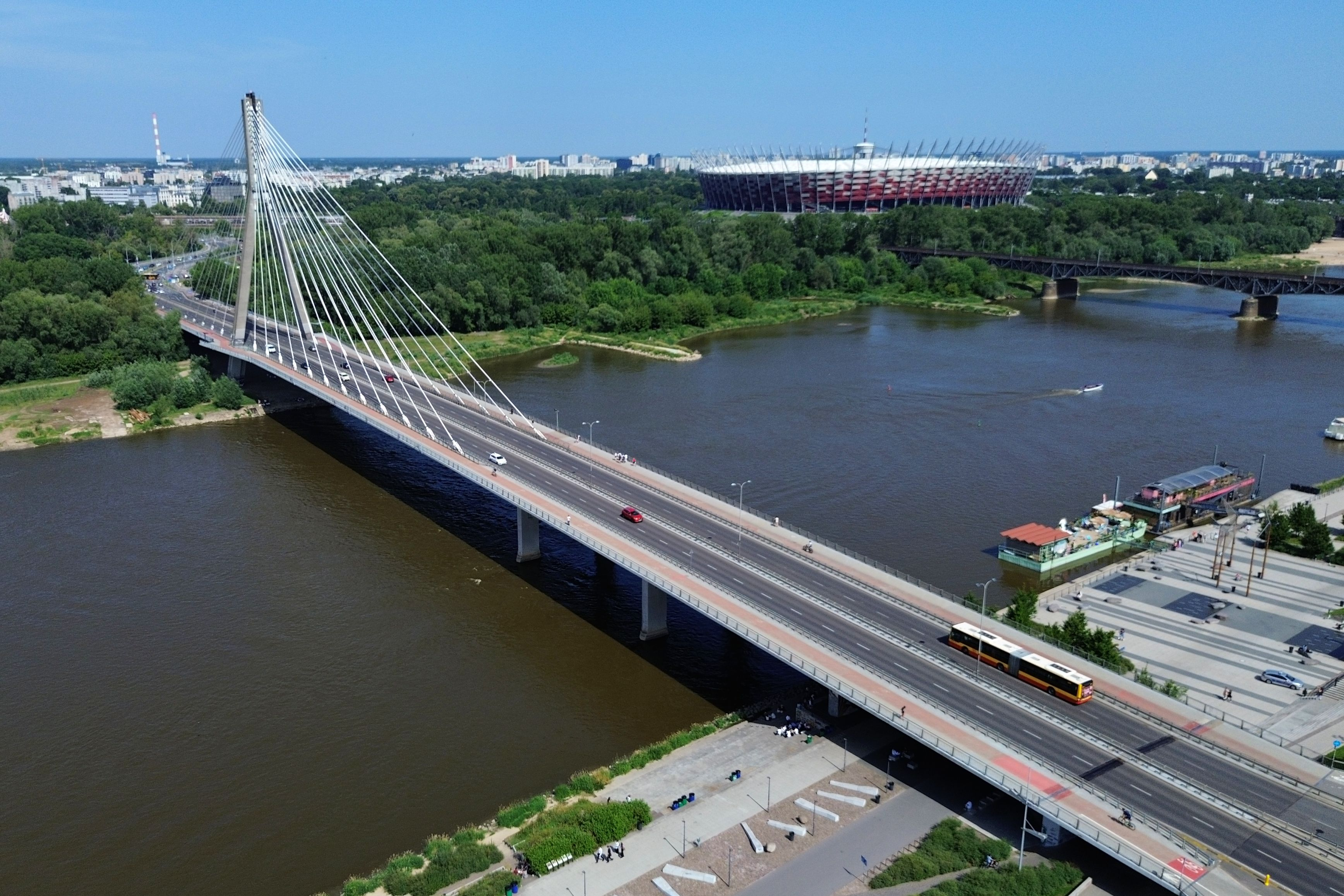
Most Świętokrzyski

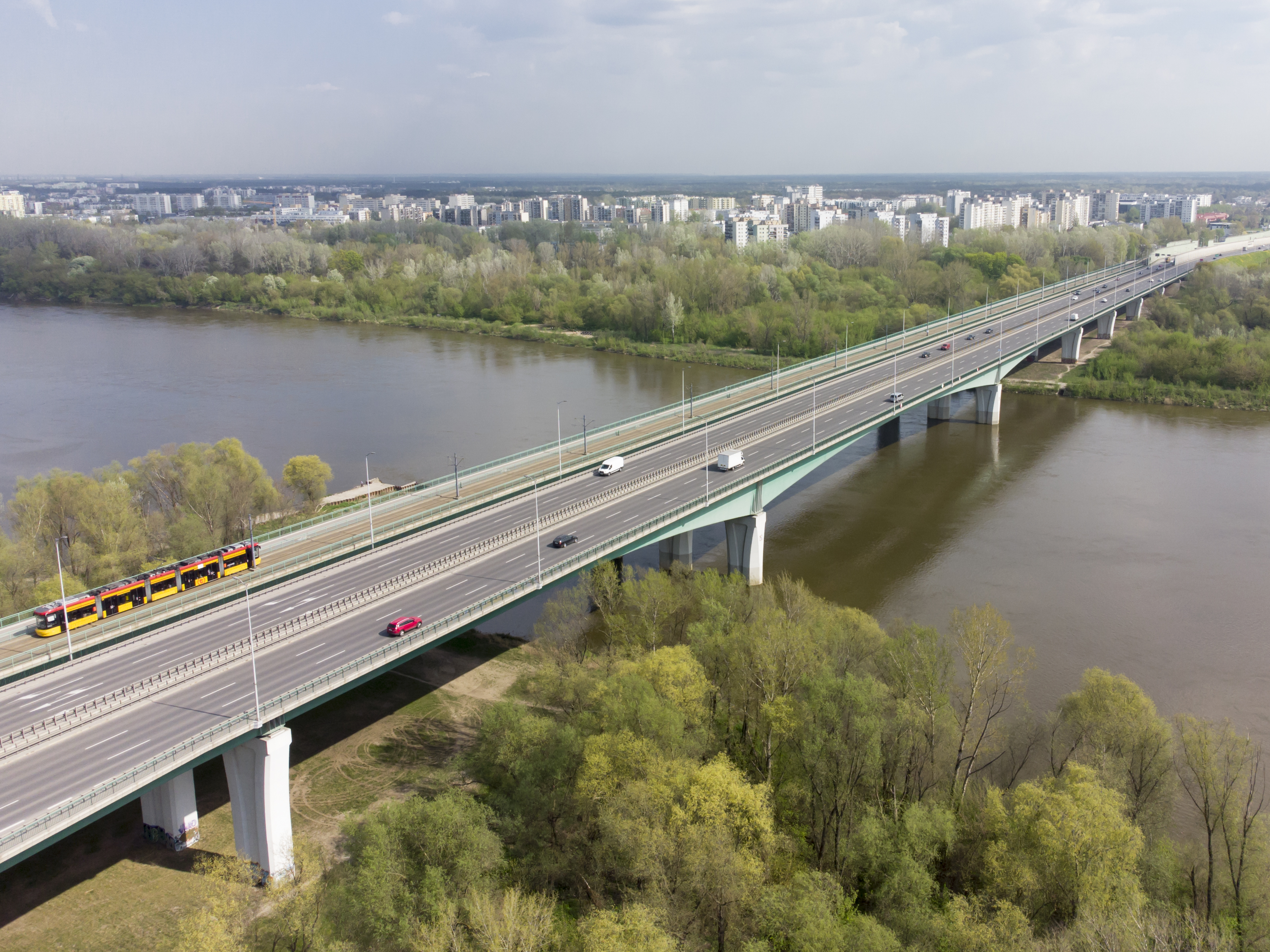
Most Marii Skłodowskiej-Curie (Północny)

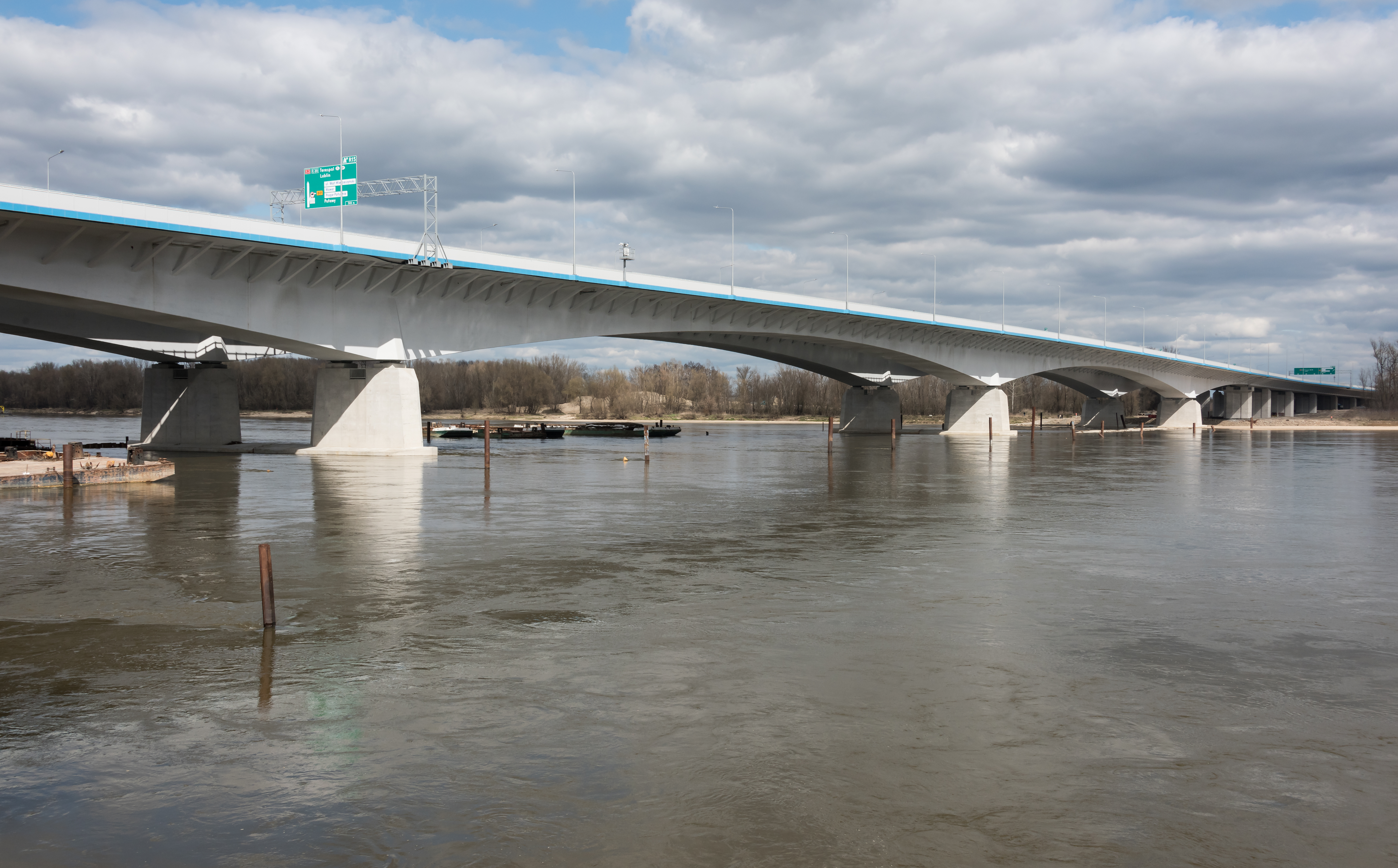
Most Anny Jagiellonki (Południowy)

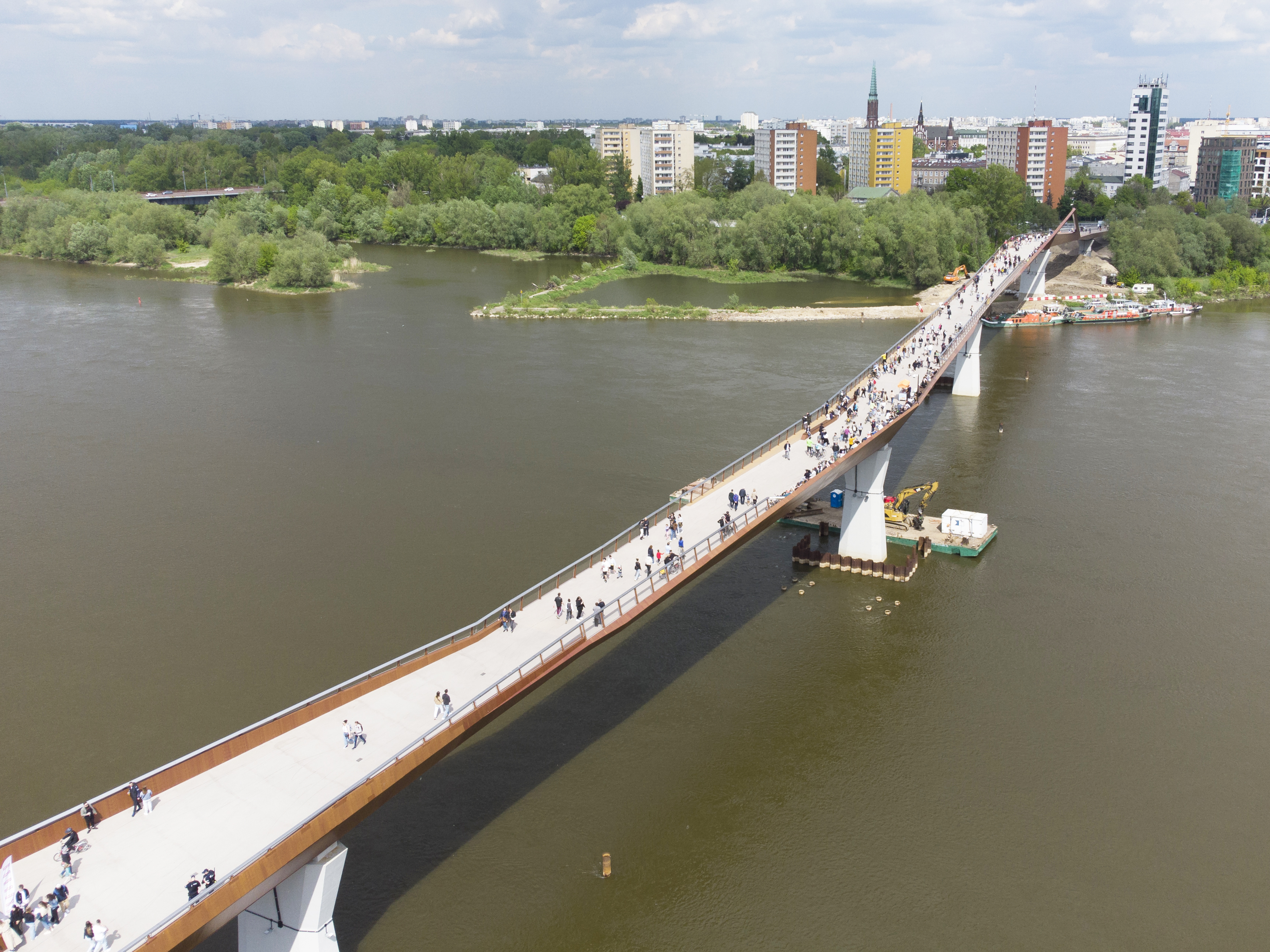
Kładka na Wiśle

### Mosty planowane

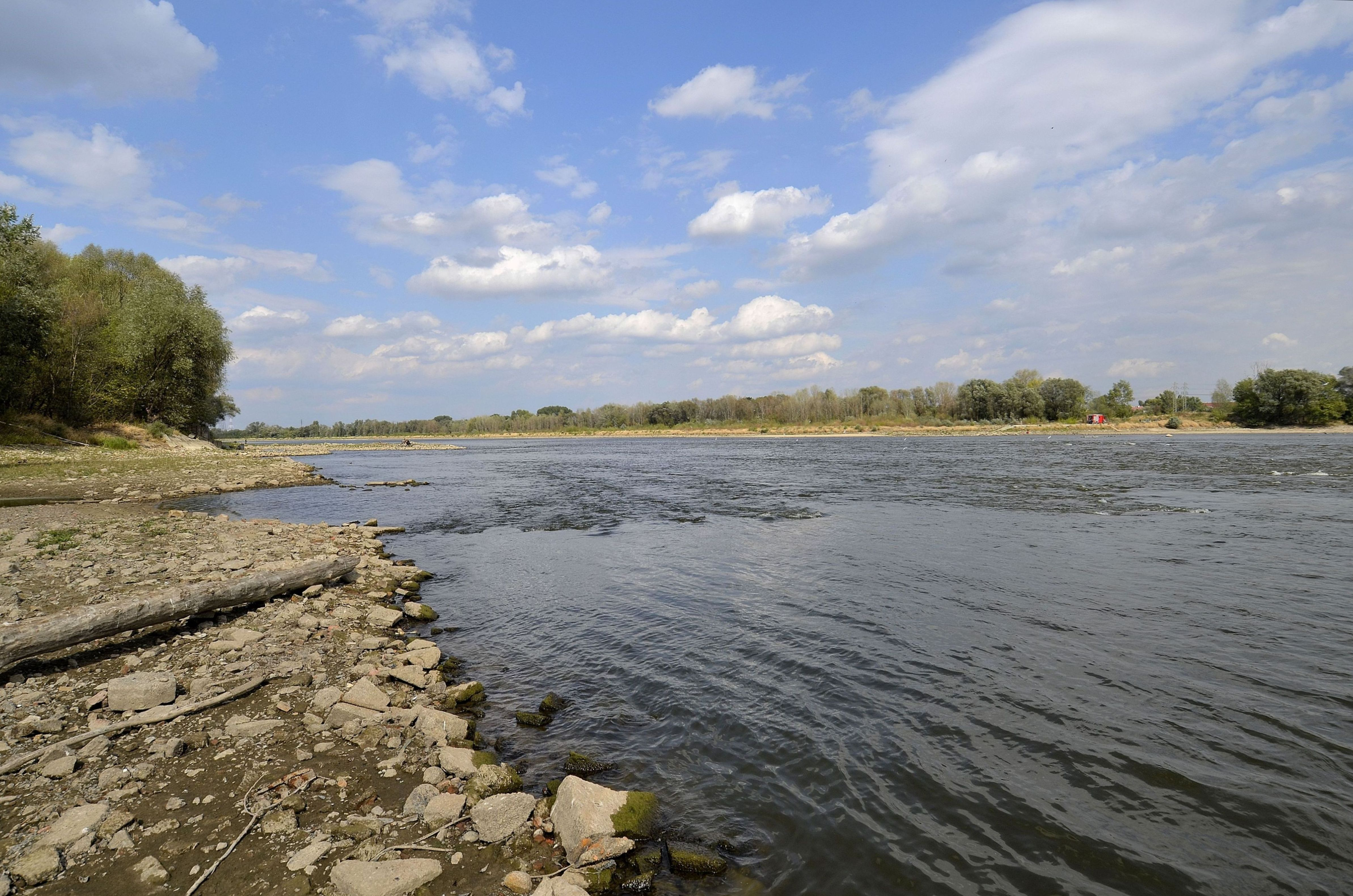
Miejsce planowanego mostu Krasińskiego

## Lokalizacja

Mosty w Warszawie
drogowe
kolejowe
drogowo-kolejowe
projektowane